# Sistema de travagem antibloqueio

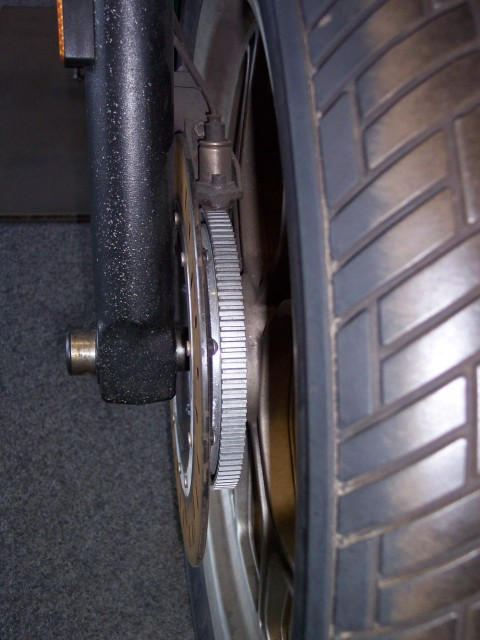
Sensor de freio ABS na roda de uma motocicleta BMW.

O sistema de travagem antibloqueio, frequentemente abreviado ABS (acrônimo para a expressão alemã Antiblockier-Bremssystem, embora mais frequentemente traduzido para a inglesa anti-lock braking system), é um sistema de frenagem (travagem) que evita que as rodas se bloqueiem (quando o pedal de freio é acionado fortemente) e entrem em derrapagem, deixando o automóvel sem aderência à pista. Assim, evita-se o descontrole do veículo (permitindo que obstáculos sejam desviados enquanto se freia) e aproveita-se mais o atrito estático, maior que o atrito cinético (de deslizamento). A derrapagem é uma das maiores causas ou agravantes de acidentes; na Alemanha, por exemplo, 40% dos acidentes são causados por derrapagens.

## História
O freio ABS atual foi criado pela empresa alemã Bosch, tornando-se disponível para uso em 1978, com o nome “Antiblockiersystem”.
A versão atual do sistema (8.0) é eletrônica e pesa menos que 1,5 kg, comparado com os 6,3 kg da versão 2.0, de 1978.

## Componentes
Disco de Freio, cilindro de roda, pastilhas de freio, mangote (mangueira), conduíte, cilindro mestre, hidrovácuo, Reservatório, pedal de acionamento, roda fônica, bomba hidráulica, válvula, central eletrônica de comando (UCE) e Sensor de rotação.

## Funcionamento
O ABS atual é um sistema eletrônico que, utilizando sensores, monitora a rotação de cada roda e a compara com a velocidade do carro. Numa situação de frenagem de emergência, a força de frenagem aplicada pelo motorista pode ser maior que do que o pneu possa suportar; a roda trava. O pneu, então, não consegue mais transferir força de tração lateral. O veículo fica instável e fora de controle, visto que ele não reage mais aos comandos de direção do motorista. Num veículo equipado com o sistema ABS, os sensores de velocidade da roda medem a velocidade de rotação das rodas e passam essas informações à unidade de controle do ABS. Se a unidade de controle do ABS detectar que uma ou mais rodas tendem a travar, ele intervém em questão de milissegundos, modulando a pressão de frenagem em cada roda individual. Ao fazer isso, o ABS impede que as rodas travem e garante uma frenagem segura; o veículo continua sob controle e estável. Em geral, a distância de parada também é reduzida.

## Eficácia
Em superfícies como asfalto e concreto, tanto secas quando molhadas, a maioria dos carros equipados com ABS conseguem atingir distâncias de frenagem melhores (menores) do que aqueles que não o possuem. Um motorista experiente sem ABS pode conseguir quase reproduzir ou até atingir, através de técnicas como o threshold breaking, o efeito e o desempenho do carro que possui ABS. Entretanto, para a maioria dos motoristas, o ABS reduz muito a força do impacto ou as chances de se sofrer impactos. A técnica recomendada para motoristas não experientes que possuem um carro com ABS, em uma situação de frenagem completa de emergência, é pressionar o pedal de freio o mais forte possível e, quando necessário, desviar dos obstáculos. Com freios normais, o motorista não pode desviar de obstáculos enquanto freia, já que as rodas estarão travadas. Dessa maneira, o ABS irá reduzir significativamente as chances de derrapagem e uma subsequente perda de controle.
Em pedregulhos e neve forte, o ABS tende a aumentar a distância de frenagem. Nessas superfícies, as rodas travadas escavam o solo e param o veículo mais rapidamente. O ABS impede que isso ocorra. Algumas calibragens de ABS reduzem esse problema por diminuir o tempo de ciclagem, deixando as rodas rapidamente travarem e destravar. O benefício primário do ABS nessas superfícies é aumentar a capacidade de o motorista em manter o controle do carro em vez de derrapar, embora a perda de controle seja por vezes melhor em superfícies mais suaves como pedregulhos e deslizantes como neve ou gelo. Numa superfície muito deslizante, como gelo ou pedregulhos, é possível que se trave todas as rodas imediatamente, e isso pode ser melhor que o ABS (que depende da detecção da derrapagem de cada roda individualmente). A existência do ABS não deve intimidar os motoristas a aprender a técnica do threshold breaking.
Quando ativado, o ABS faz com que o pedal de freio pulse notavelmente. Como a maioria dos motoristas raramente ou nunca freou forte o suficiente para causar o travamento das rodas, e um número significante raramente se importa em ler o manual do carro, essa característica pode ser descoberta só no momento da emergência. Quando os motoristas se defrontam com uma emergência que faz com que freiem forte e consequentemente enfrentam a pulsação do pedal pela primeira vez, muitos estranham e diminuem a pressão do pedal, dessa forma aumentando as distâncias de frenagem, contribuindo muitas vezes para um número de acidentes maior do que a habilidade especial do ABS conseguiria reduzir. Alguns fabricantes implementaram então sistemas de avaliação de frenagem que determinam se o motorista está tentando fazer uma frenagem de emergência e mantêm a força nesta situação. Apesar de tudo, o ABS pode significativamente melhorar a segurança e o controle dos motoristas sobre o carro em situações de trânsito se eles souberem que não devem soltar o pedal quando o sentir pulsar, graças ao ABS.

## ABS para motos
Sua alta dinâmica torna as motocicletas inerentemente instáveis. Por esse motivo, os motociclistas tendem a ser relutantes em frear pesado, visto que o travamento das rodas levará a uma queda perigosa. O ABS para motos permite que o motociclista freie com segurança, impedindo que as rodas travem. A Bosch fabrica ABS para motos desde 1994.[carece de fontes?]
Na Europa e no Brasil, por exemplo, praticamente uma a cada seis mortes no tráfego envolve motociclistas, e a proporção é muito maior na Índia e na China. Para a mesma distância viajada, o risco de um acidente fatal ao dirigir uma moto na Europa é 20 vezes maior que ao dirigir um carro. Especialistas em segurança confirmam que o ABS oferece um ganho considerável em segurança. A estimativa é que somente 1 a cada 100 motocicletas fabricadas no mundo e somente 1 a cada 10 motocicletas fabricadas na Europa vêm equipadas com ABS. Para comparação, o número para carros de passeio em todo o mundo agora alcançou 80%.[carece de fontes?]

## No Brasil
No Brasil, por determinação da Resolução CONTRAN nº 312/2009, desde janeiro de 2010, automóveis zero quilômetro, nacionais ou importados, passaram a adotar, gradativamente, sistema de freio ABS e airbag duplo. Com a obrigatoriedade do sistema em todos os veículos novos, incluindo caminhões, ônibus e reboques a partir de 1º de janeiro de 2014, a Kombi deixa de ser produzida após 56 anos no mercado brasileiro.